# 14K-Triade
Die 14K-Triade (chinesisch 十四K, Pinyin Shísì K – „14-Karat“) wurde als die weltweit größte Triadenbande in der Mitte der 1990er beschrieben. Sie wurde nach dem chinesischen Bürgerkrieg von (ehemaligen) Anhängern der Nationalisten gegründet, die vor kommunistischen Chinesen flüchteten. Vermutlich um 1945 entstand die Gruppe in Guangzhou und bewegte sich später nach Hongkong. Die 14K-Triade ist die zweitgrößte Triaden-Gesellschaft Chinas. Die rund 20.000 Mitglieder sind in 30 internationalen Clans organisiert. Die Triade ist im Menschenhandel, illegalem Glücksspiel, Auftragsmord, Geldwäsche, Waffenhandel, Prostitution und in einer Reihe weiterer krimineller Aktivitäten aktiv.

## Entwicklung
1997 kam es zu einer Anzahl von bandenbezogenen Angriffen, in deren Verlauf 14 Personen getötet wurden. Die Herrschaft der 14K-Triade unter „Zerbrochener Zahn“ Koi (崩牙駒) wurde von den kleineren Soi Fong und „Water Room“ Triaden angefochten.
Im darauffolgenden Jahr tötete ein Schütze, von dem man annahm, dass er zur lokalen 14K-Triade gehörte, einen portugiesischen Gefängniswärter und verwundete einen weiteren in einem Straßencafé in Macau.
1999 verurteilte ein portugiesisches Gericht den Mafiaboss Wan Kuok-koi, auch bekannt als „Zerbrochener Zahn“ Koi, aufgrund verschiedener Anklagen zu 15 Jahren Haft. Seine 14K-Bande wurde verdächtigt, „drive-by shooting“, Autobombenanschläge und Attentate begangen zu haben. Sieben Mitangeklagte bekamen geringere Strafen. 14K ist vermutlich (siehe Literatur) mit dem chinesischen Geheimdienst in wirtschaftlicher Verbindung. Die Triaden sollen mit Bauunternehmens- und Prostitutionsgewinnen teilweise den Geheimdienst finanzieren.